# Lac Hyōko
Le lac Hyōko (瓢湖) est un réservoir de 281 ha situé dans la ville d'Agano, préfecture de Niigata au Japon.
Il a été inscrit comme site de la convention de Ramsar le 30 octobre 2008.

## Oiseaux
- Cygne chanteur オオハクチョウ (大白鳥?) (octobre-mars)
- Cygne siffleur コハクチョウ (小白鳥?) (octobre-mars)
- Canard pilet オナガガモ (尾長鴨?) (octobre-mars)
- Fuligule milouin ホシハジロ (星羽白?) (octobre-mars)
- Canard à bec tacheté カルガモ (軽鴨?) (toute l'année)

## Plantes

### Flore
- Nelumbo nucifera ハス (蓮?) blanc (juillet-août)
- Iris アヤメ (菖蒲?) bleu-violet (mai)

### Plantes aquatiques
- Mâcre nageante オニビシ (鬼菱?)
- Phragmites アシ (葦?)
- Zizanie マコモ (真菰?)